# Schelfhorst (Drenthe)
Schelfhorst is een buurtschap ten noordwesten van Paterswolde, een dorp in de Noord-Drentse gemeente Tynaarlo. Het plaatsje werd in 1538 tho Schelyckforst genoemd, maar in 1634 had het al zijn huidige naam. Deze zou kunnen worden verklaard als ofwel "met biezen begroeide hoogte" (van schelfe of schilfe, bies, en horst, hoogte), ofwel als "scheve hoogte" (van schelf of scheluwe, scheef). De buurtschap ligt op een uiteinde van de Tynaarlorug en steekt daardoor twee meter boven de omgeving uit. Ten westen loopt het Eelderdiep.

## Huis Schelfhorst
In de buurtschap stond vroeger het Huis Schelfhorst, met een bijbehorende versterkte boerderij. Het terrein waar het huis stond wordt 'De Pol' genoemd en meet 50 bij 50 meter. Bij een verbouwing in 1986 ongeveer 60 meter noordoostelijker werden scherven uit de 13e tot 18e eeuw gevonden, maar onbekend is of deze ook in relatie tot het huis staan. Het huis komt in 1563 voor het eerst voor in de bronnen. Het gebouw bestond uit een woontoren (stins) met bijbehorende gebouwen. Het gebouw werd ergens tussen 1794 en 1832 afgebroken. In de achtergevel van de opvolger ervan schuin ervoor bevinden zich twee uit het Huis Schelfhorst afkomstige zestiende-eeuwse stenen leeuwen.
Bij het uitgraven van de gracht in 1896 werden 20 karrenvrachten puin, alsook een granieten kogel met een omtrek van 72 centimeter en een groot aantal kloostermoppen gevonden. Een aantal kloostermoppen werd verwerkt in de nieuwe boerderij. Ook bij latere boringen in 1966, 1983 en 1989 werden veel puinscherven gevonden. De fundering van de woontoren werd toen echter niet aangetroffen. De westelijke, zuidelijke en oostelijke gracht werden later gedempt. De noordelijke gracht verlandde in de loop der tijd. De contouren van de grachten zijn echter nog wel zichtbaar. Het terrein werd in 1966 aangewezen als rijksmonument.

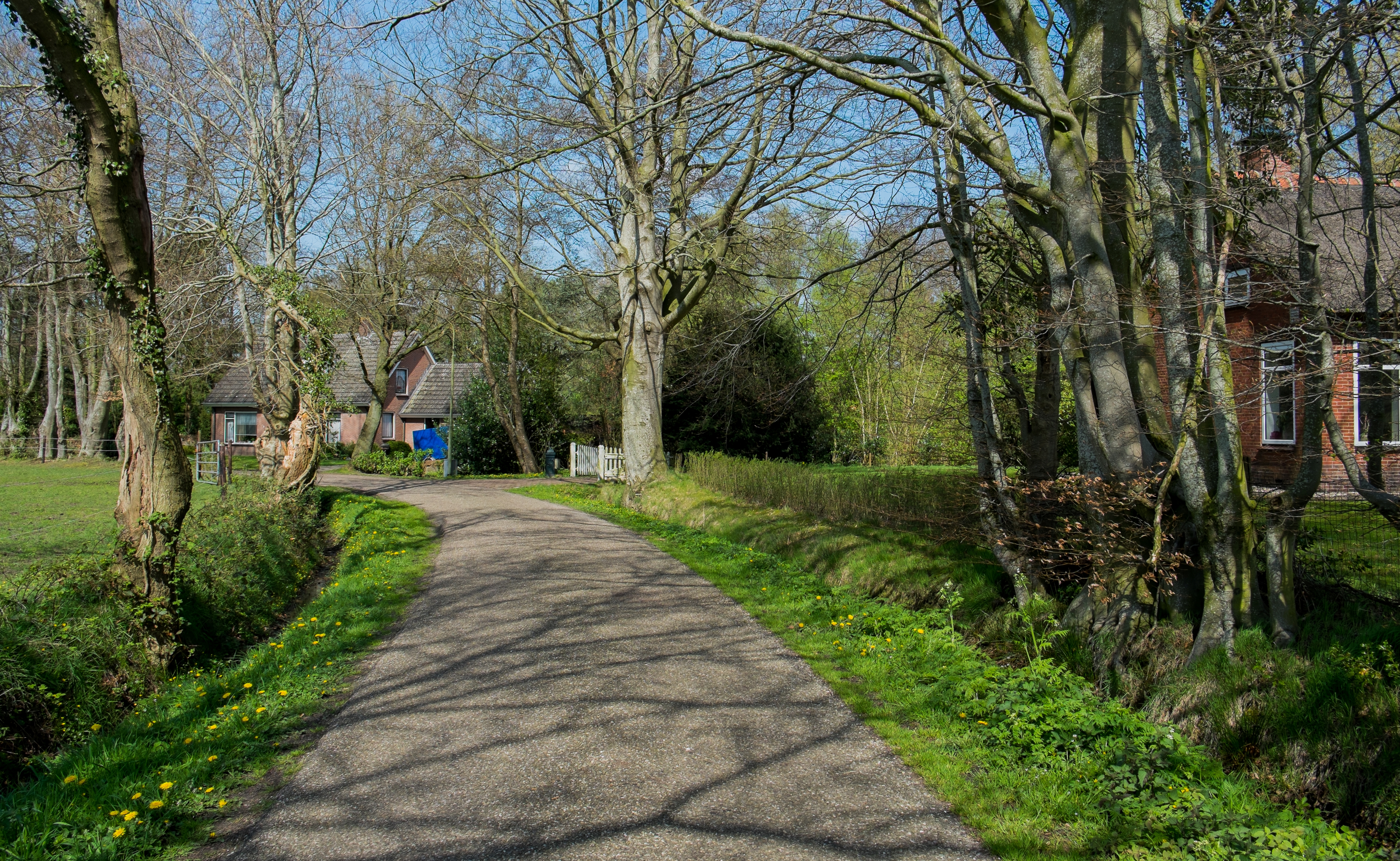
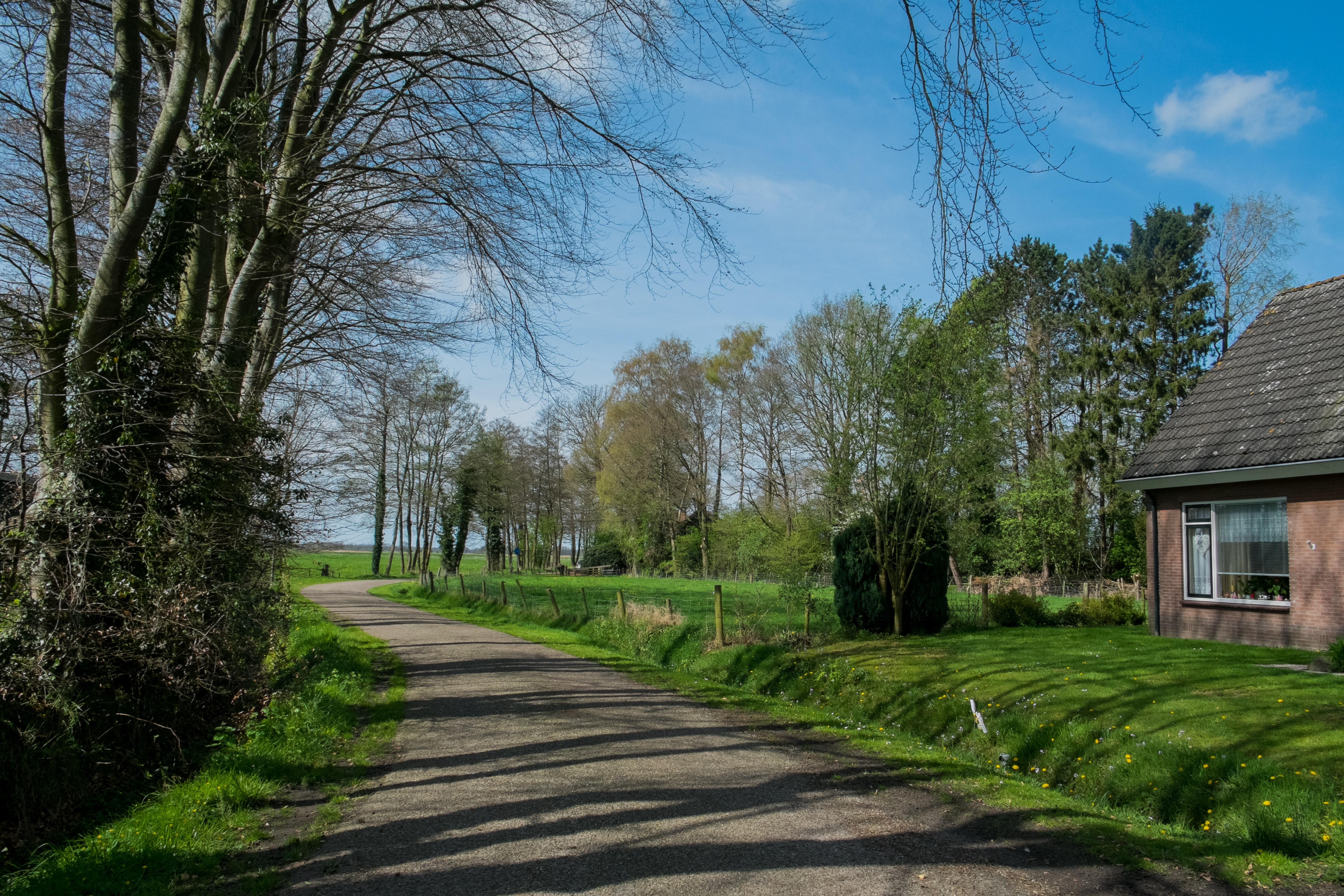
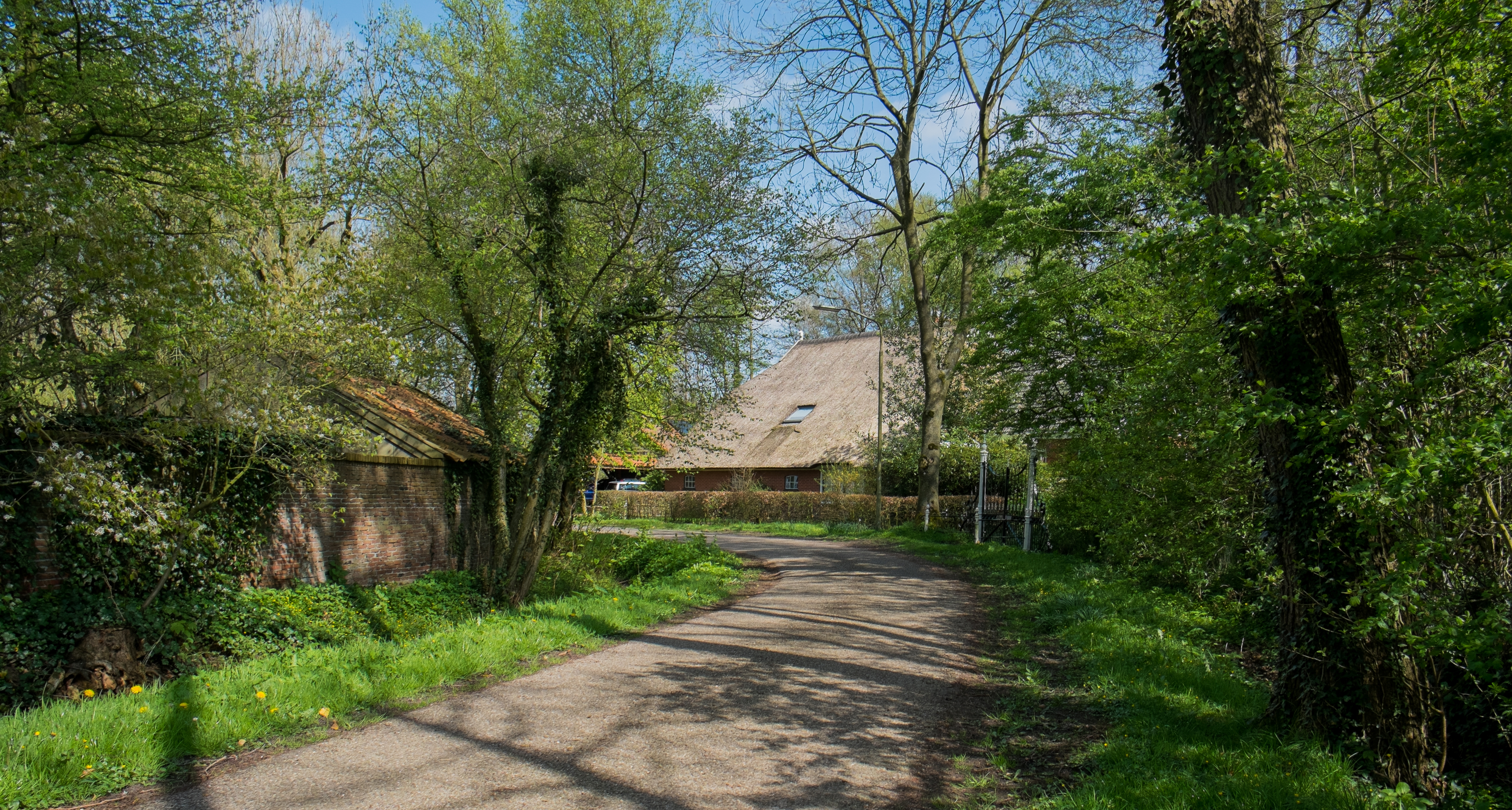
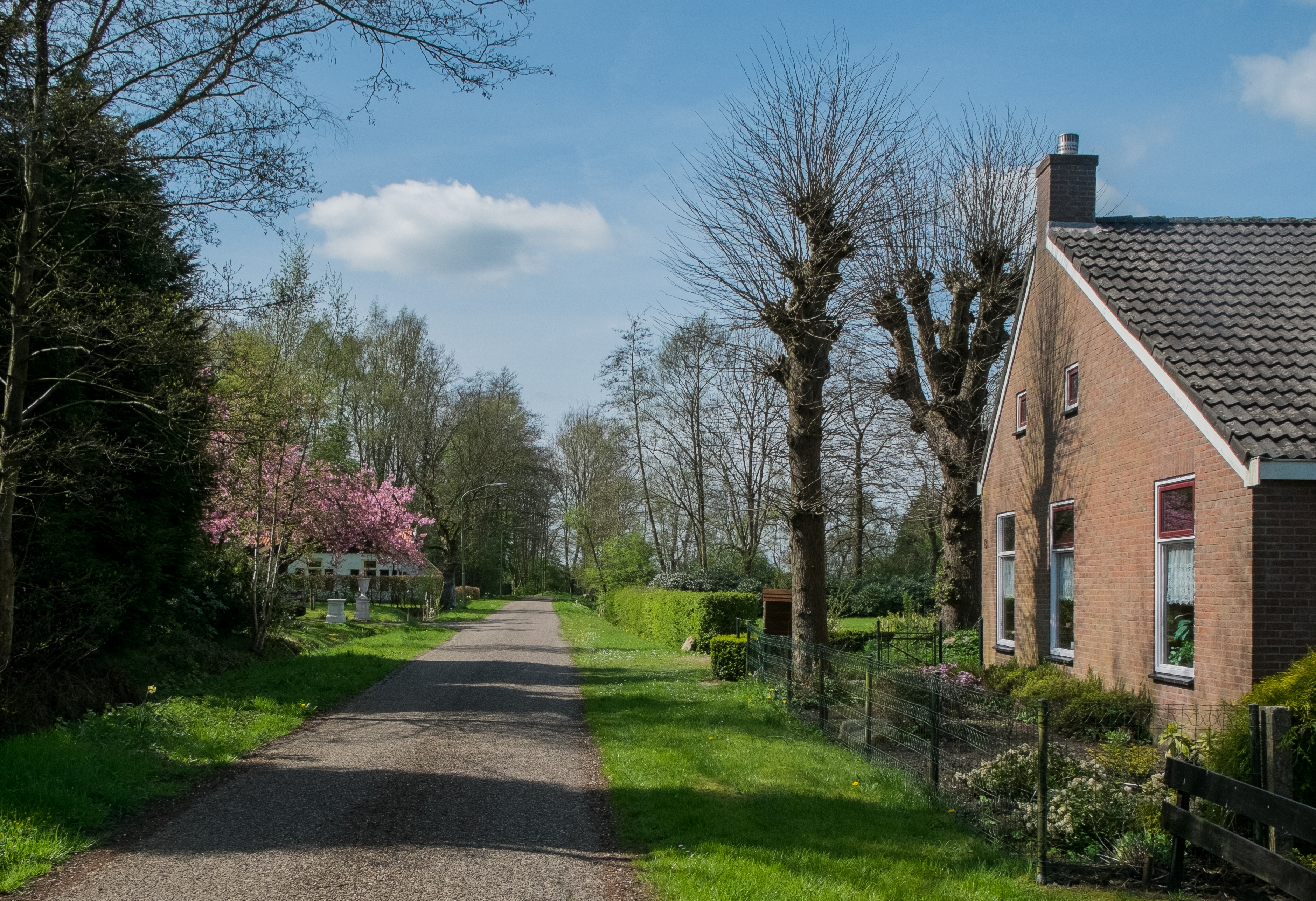

Dorpen: Bunne · De Groeve · De Punt · Donderen · Eelde · Eelderwolde · Midlaren · Oudemolen · Paterswolde (deels) · Taarlo · Tynaarlo · Vries · Winde · Yde · Zeegse · Zeijen · Zuidlaarderveen · Zuidlaren (Schuilingsoord · Westlaren)

Buurtschappen: Bokkenstreek · Bruilweering (deels) · Halfweg · Luchtenburg · Oosterbroek · Plankensloot · Schelfhorst · Zuideinde

Drenthe: Steden en dorpen      Nederland: Provincies · Gemeenten